# Puebla de Don Rodrigo
Puebla de Don Rodrigo er en by og kommune i det sydlige centrale Spanien i provinsen Ciudad Real. Den har et indbyggertal på 1.137 (2024) indbyggere.